# هاري كيث وايت
هاري كيث وايت (بالإنجليزية: Harry White) هو سياسي أمريكي، ولد في 5 فبراير 1946 في هنغتينغتون في الولايات المتحدة. حزبياً، نشط في الحزب الديمقراطي.